# Lloyd Geering
Sir Lloyd George Geering (né le 26 février 1918) est un théologien néo-zélandais célèbre pour avoir été accusé d'hérésie en 1967 à la suite de ses critiques des dogmes du christianisme et du fondamentalisme religieux. Il avait alors déclaré que les fondamentalistes chrétiens et musulmans étaient des « maux de la société ». Geering est professeur émérite d'études des religions à l'Université Victoria de Wellington.

## Biographie
Geering est né à Rangiora, en Nouvelle-Zélande, et a « embrassé » la tradition chrétienne en 1937. Ministre dans l'Église presbytérienne d'Aotearoa en Nouvelle-Zélande (PCANZ), il se tourne vers l'enseignement théologique en 1956.
En 1967, Geering a acquis une grande notoriété lorsqu'il a été accusé d'« erreur doctrinale » et de « troubler la paix et l'unité de l'église (presbytérienne) ». 
Pendant son procès à l'église, il a affirmé que les restes de Jésus se trouvaient quelque part en Palestine et que la résurrection du corps de Jésus avait été interprétée à tort par les églises comme une réanimation du corps de Jésus. Il rejette également la notion que Dieu en tant qu'être surnaturel qui a créé et continue de regarder le monde.